# Planaphrodes alboguttata
Planaphrodes alboguttata är en insektsart som beskrevs av Kato 1933. Planaphrodes alboguttata ingår i släktet Planaphrodes och familjen dvärgstritar. Inga underarter finns listade i Catalogue of Life.